# Ludwig Rotter
Ludwig Rotter, auch Louis Rotter und Luis Rotter (* 6. September 1810 in Wien; † 5. April 1895 in Wien) war ein österreichischer Organist und Komponist. 
Neben einigen kleineren Werken für Violine und Cello, Orgel und Klavier (und einer vierhändigen Klaviersonate) verfasste er hauptsächlich geistliche Werke, wie Messen, Graduale, Offertorien, Requien usw., viele davon für große Besetzungen. Außerdem veröffentlichte er eine Harmonologie betitelte Harmonie- und Generalbasslehre, die 1849 im Wiener Verlag Diabelli erschien. 

## Leben

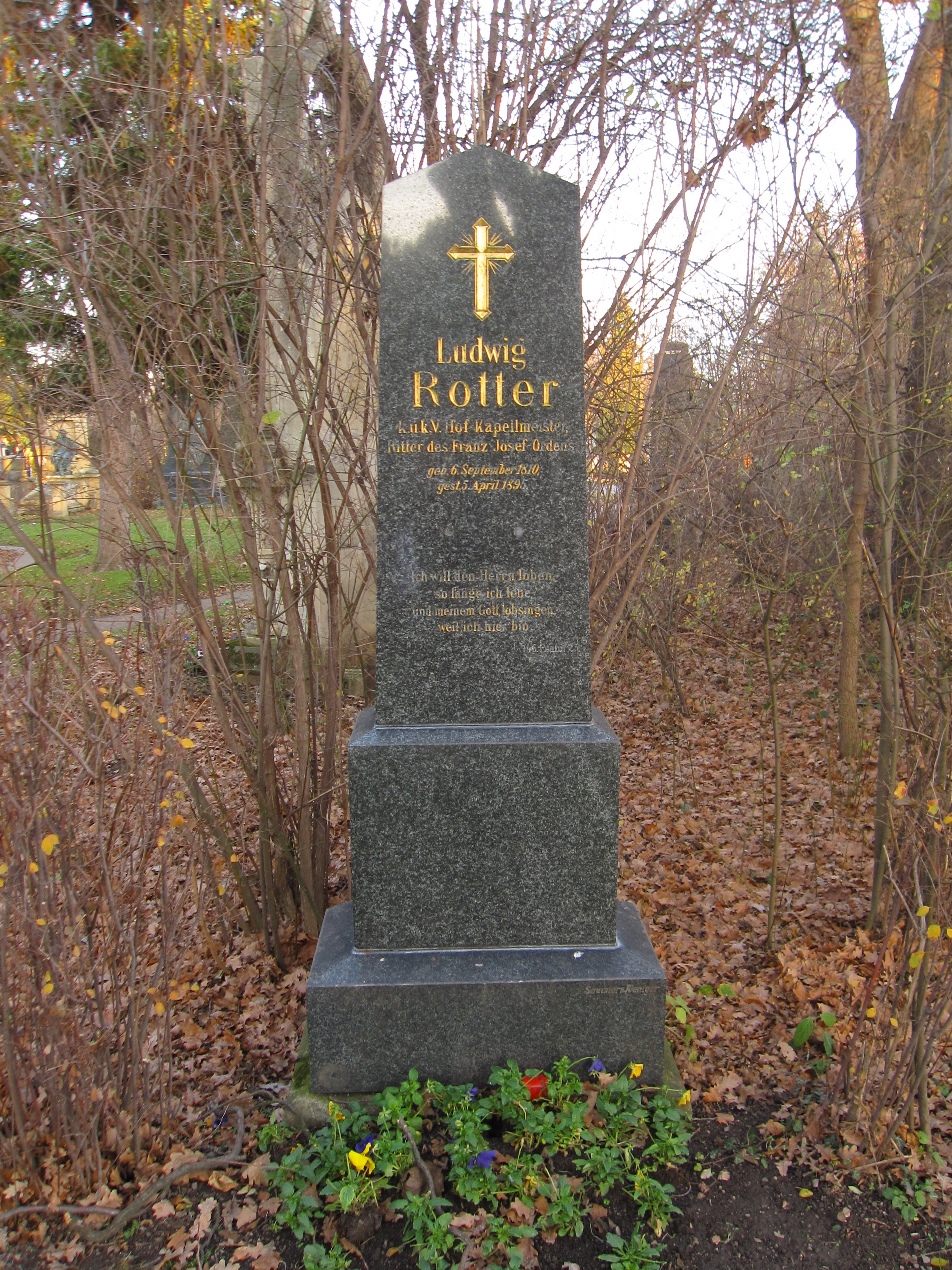
Ehrengrab Ludwig Rotters auf dem Wiener Zentralfriedhof

Schon frühzeitig trat sein musikalisches Talent zutage. Gefördert durch seinen Vater, Dr. jur. Josef Rotter, nahm er Unterricht im Klavier-, Violin- und Orgelspiel. Außerdem begann er zu komponieren und studierte Harmonielehre und Kontrapunkt. Nach Abschluss seiner Ausbildung gab er selbst Unterricht und war wegen seiner Improvisationskunst auch als Klavierbegleiter von Sängern gefragt. Schließlich nahm er eine Stelle als Organist an der Kirche am Hof an und widmete sich überwiegend der Kirchenmusik.
1843 wurde er Professor am Wiener Kirchenmusikverein, 1845 Chordirektor und Kapellmeister. Ab 1858 war er Mitglied der Hofkapelle, 1862 wurde er Hoforganist, 1870 Vizehofkapellmeister. Dieses Amt hatte er inne, bis er wegen  zunehmender Schwerhörigkeit um Versetzung in den Ruhestand ersuchte.
Er war Ehrenmitglied des Mozarteums Salzburg sowie der Kirchenmusikvereine in Wien, Prag, Innsbruck und Preßburg. 1880 wurde er mit dem Ritterkreuz des Franz-Joseph-Ordens ausgezeichnet. 
Er ruht in einem Ehrengrab auf dem Wiener Zentralfriedhof (Gruppe 14A, Nr. 15), sein Grabmal wurde vom k.u.k. Hof-Steinmetzermeister Sommer & Weniger gestaltet.

## Datierte Werke
- Graduale: Confitemini Domino,  op. 26  (18. August 1860)
- Graduale: Confiteantur Tibi, op. 29 (8. Dezember 1856)
- Graduale Nr. 9, op. 37 : Laudamus invocabo (13. August 1857)
- Messa per il Sabbato santo (Oktober 1847)
- Missa brevis [in F dur] [ohne Gloria!] (6. Mai 1853)
- Messe de Santo Thoma brevis et solennis („17. Okt. 853“, „5. Nov. 853“, „L. Rotter mp.“)
- Vocalmesse [F dur] (26/11 1857)
- Missa pro recuperanda valetudine ---- imperatricis .... Elisabethae ...1861
- Offertorium de Dom. XIX post. Pent: Si ambulavero (16.–17. März 1838)
- Offertorium de Dom. XX p. Pent: Oculi omnium (Januar 1840)
- Offertorium de tempore: Dominus virtutem <Venite exultemus> (Nov. 1847)
- Offertorium in D dur /: festo martyrum :/ (30. Okt. 1848)
- Offertorium Nr. 10: Beata es Virgo Maria (29. August 1866)
- Offertorium pastorale: Salve Jesu pie (23. August 1869)
- Offertorium: Bonum est confiteri (16. Januar 1873)
- Offertorium: Dignare me laudare (Oktober 1875)
- Te Deum ("L. Rotter mp. Weinhaus 12. Juli 1850)
- Pater noster (Dez. 1842)
- Ora pro nobis, sancta Dei genitrix (3. November 1870)
- Requiem Nr. II A Moll (1868)
- Requiem [G Moll] („am 23. April 1895 wurde dieses Requiem als Todtenfeier für den am 5. April gestorbenen Componisten am Hof aufgeführt“)
- Salve regina [für Altstimme mit Chor und Orchester] (November 1842)